# Euzoius von Antiochia
 Euzoius  (* um 300; † 378 in Konstantinopel) war ein arianischer Bischof  in Antiochia (361–378), Gefährte und engster Freund von Arius.

## Leben
Er war einer von elf Presbytern und Diakonen der Kirche von Alexandria, die Bischof Alexander 320 v. Chr. zusammen mit Arius abgesetzt hatte. Später am Konzil von Nicäa im Jahr 325 wurde er mit Arius verurteilt und verbannt.
Als Arius 5 Jahre später aus der Verbannung zurückgerufen und zur Seite Kaisers Konstantin I. gerufen wurde, wurde er von Euzoius begleitet, der zu dieser Zeit bereits Priester war. Beide erlangten das Vertrauen des Kaisers und übermittelten ihm einen Brief mit einer gemeinsamen Glaubenserklärung. Im Jahr 335 begleitete er Arius zur Synode von Tyros, bei der Athanasius auf Betreiben der eusebischen Bischöfe abgesetzt und nach Trier verbannt wurde.
361 wurde Euzoius zum Bischof von Antiochia geweiht, nachdem Constantius II. Meletius seines Amtes enthoben und verbannt wurde.
Einige Monate später rief Constantius, der inzwischen von einem tödlichen Fieber befallen war, den neuernannten Bischof Euzoius am 3. November 361 an sein Bett und ließ sich von ihm taufen. Ob dies in Antiochia oder Mopsuestia in Kilikien war, ist nicht geklärt. Während der Regierungszeit des Valens wurde Euzoius von Eudoxius beauftragt, eine Synode in Antiochia einzuberufen. Der Beschluss einer Rehabilitation des Athanasius wurde abgelehnt und Aetius  konnte sich letztendlich einer Verurteilung entziehen. Nach dem Tod von Athanasius im Jahr 373 wurde Euzoius auf eigenen Wunsch von Valens mit Magnus, dem kaiserlichen Schatzmeister, entsandt, um den Arianer Lucius von Samosata anstelle von Petrus, einem Schüler des Athanasius, dem ordnungsgemäß gewählten Bischof von Alexandria, einzusetzen. Der Tod von Euzoius wird von Sokrates Scholastikos auf 378 in Konstantinopel gelegt.